# Скальпированная рана
Скальпи́рованная ра́на характеризуется полной или частичной отслойкой кожи головы и сухожильного шлема от наружной поверхности черепа, без существенного их повреждения.
Такие раны возникают при попадании длинных волос в движущиеся механизмы станков и других машин, под колёса автомобиля. Эти раны обычно сильно загрязнены землёй, смазочными материалами, промышленной пылью и инородными телами.